# Gauri (Dailekh)
Gauri (nep. गौरी) – gaun wikas samiti w zachodniej części Nepalu w strefie Bheri w dystrykcie Dailekh. Według nepalskiego spisu powszechnego z 2011 roku liczył on 545 gospodarstw domowych i 2635 mieszkańców (1458 kobiet i 1177 mężczyzn).